# Martin Dutzmann

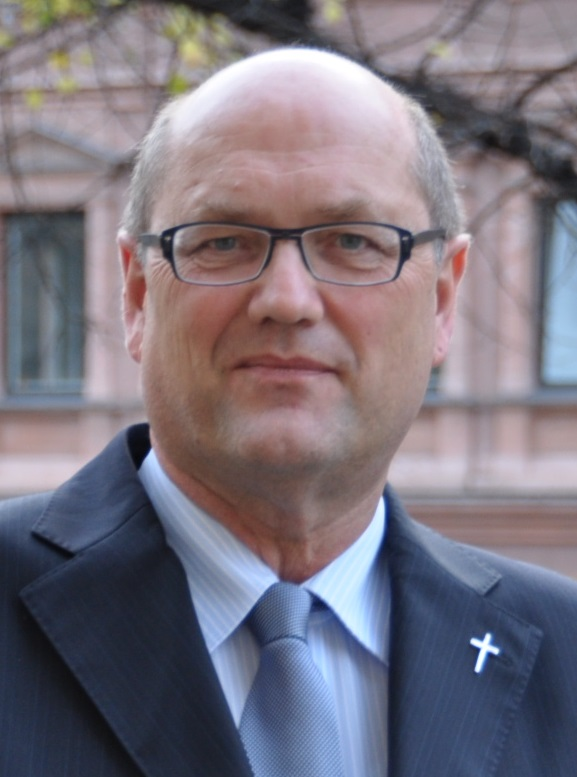
Martin Dutzmann, 2013

Martin Dutzmann (* 19. April 1956 in Essen) ist ein deutscher evangelisch-reformierter Theologe. Von 2013 bis 2022 war Dutzmann Bevollmächtigter des Rates der Evangelischen Kirche in Deutschland bei der Bundesrepublik Deutschland und der Europäischen Union.

## Leben
Dutzmann leistete nach dem Abitur 1974 am Gymnasium Borbeck in Essen Wehrdienst als Reserveoffizieranwärter beim Fernmeldebataillon 330 und erreichte den Dienstgrad eines Leutnants der Reserve.
Von 1976 bis 1982 studierte er Evangelische Theologie in Marburg, Straßburg und Bonn. Nach dem Vikariat im Kirchenkreis Wetzlar war er ab 1983 Wissenschaftlicher Mitarbeiter an der Evangelisch-Theologischen Fakultät der Rheinischen Friedrich-Wilhelms-Universität Bonn, wo er in Praktischer Theologie zum Dr. theol. promoviert wurde.
Ab 1987 war er Pfarrer der Evangelischen Kirchengemeinde Remscheid-Lennep. Von 1995 bis 2005 stand er als Superintendent an der Spitze des Kirchenkreises Lennep in der Evangelischen Kirche im Rheinland. Von Oktober 2005 bis September 2013 war Dutzmann Landessuperintendent der Lippischen Landeskirche in Detmold. Von 2008 bis 2014 war Dutzmann nebenamtlich evangelischer Militärbischof.
Von Oktober 2013 bis zum Eintritt in den Ruhestand 2022 war er Bevollmächtigter des Rates der EKD bei der Bundesrepublik Deutschland und der Europäischen Union und trug den Titel Prälat. Seine Nachfolgerin ist Anne Gidion.
Seit dem 1. Januar 2022 ist er Präsident des Gustav-Adolf-Werks, des Diasporawerks der Evangelischen Kirche in Deutschland (EKD).
Martin Dutzmann ist verheiratet und hat drei Söhne.

## Positionen
In einem Evangelischen Wort zu Krieg und Frieden in Afghanistan, das Dutzmann am 25. Januar 2010 mit dem Vorstand der EKD veröffentlichte, warnt die Evangelische Kirche in Deutschland vor einem bloßen „Weiter so“ in der Afghanistanpolitik. Dies würde dem militärischen Einsatz die friedensethische Legitimation entziehen.
In einer Information für Kirchengemeinden vom 13. Mai 2013 regte Dutzmann an, bei staatlichen Trauerfeiern für Gefallene der Bundeswehr, die in kirchlichen Räumen stattfinden, das Hausrecht den Feldjägern der Bundeswehr zu übertragen, „um Störungen vermeiden zu können“. Die Hannoversche Landeskirche hat sich diese Position inzwischen zu eigen gemacht und allen Kirchengemeinden ein Formblatt zur Übertragung des Hausrechts gesandt (Mitteilung G 13/2013).
Dutzmann ist Mitglied im Beirat der Bundesakademie für Sicherheitspolitik.
Martin Dutzmann wies in einem ZDF-Interview im Juni 2020 auf den unhaltbaren Zustand in den griechischen Flüchtlingslagern hin und forderte dringend dazu auf, mehr Menschen von dort zu evakuieren. Im gleichen Interview kündigte Dutzmann an, dass das überwiegend aus kirchlichen Mitteln finanzierte Seenotrettungsschiff Sea-Watch 4 im Juli 2020 in die Such- und Rettungszone vor Libyen auslaufen würde.
In der Debatte um das Kirchenasyl forderte Dutzmann im September 2020 im Namen der evangelischen Kirche in Deutschland die Innenminister von Bund und Ländern mit Hinweis auf den Beschluss des Bundesverwaltungsgerichts aus dem Juni 2020 zu einer Rücknahme der verschärften Regelungen für das Kirchenasyl auf.

## Schriften (Auswahl)
- Gleichniserzählungen Jesu als Texte evangelischer Predigt. Vandenhoeck & Ruprecht, Göttingen 1990, ISBN 3-525-62323-2.